# Eisenbahnplakat-Museum

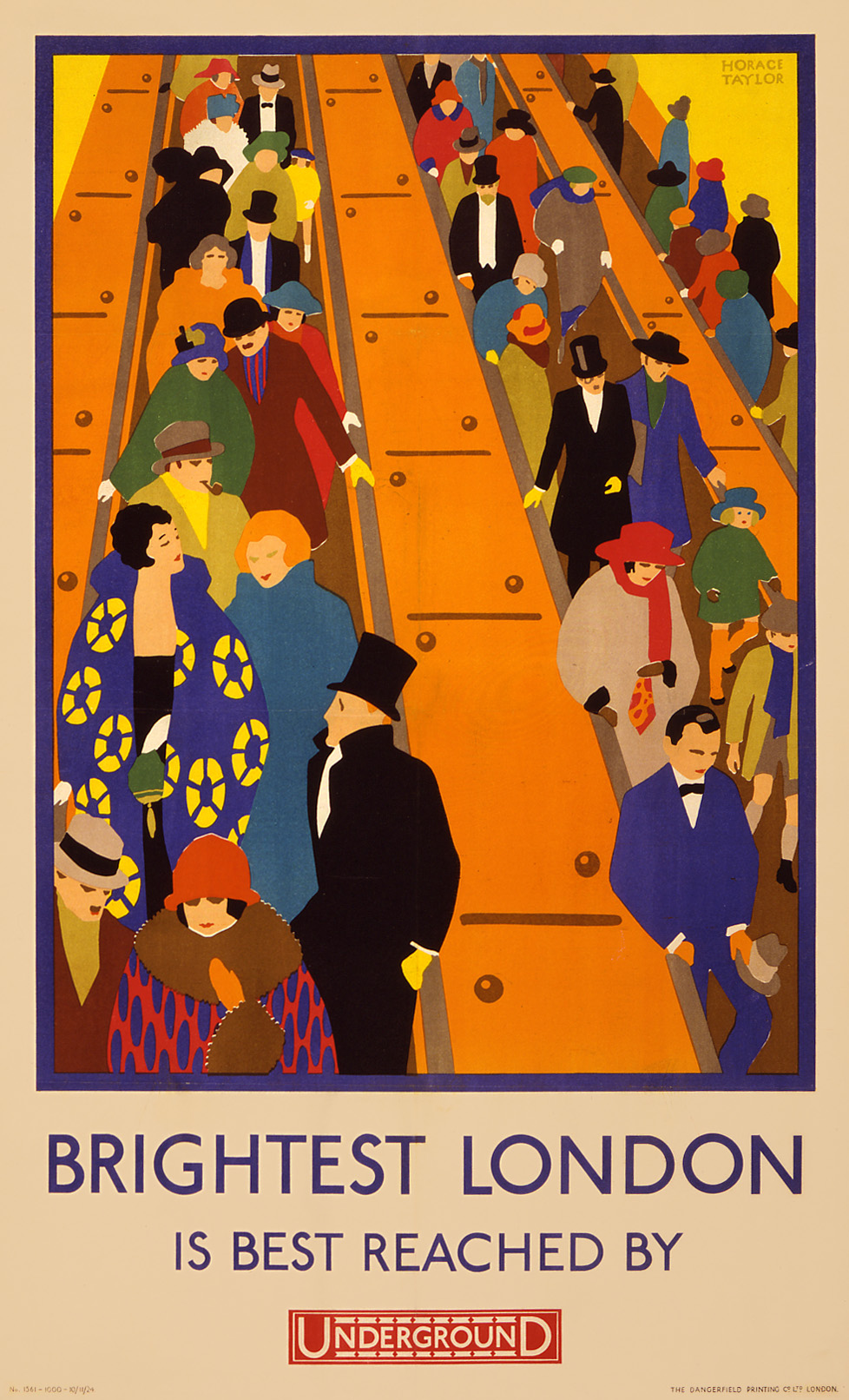
Plakat der London Underground. 1924

Das Eisenbahnplakat-Museum ist ein Museum in Westerburg, im Westerwaldkreis in Rheinland-Pfalz, mit Standort im Empfangsgebäude des Bahnhofs Westerburg. Geografische Schwerpunkte der Sammlung sind Deutschland, Frankreich und Großbritannien.

## Geschichte
Die Sammlung des Museums, Werbeplakate von Eisenbahnen aus ganz Europa, wurde von Wilfried Rink zusammengetragenen. Teile der Sammlung waren zunächst in der Bundesanstalt für Finanzdienstleistungsaufsicht (BaFin) in Bonn ausgestellt, wo sie allerdings für die Öffentlichkeit nicht ohne weiteres zugänglich waren. 2013 kaufte Rink das Empfangsgebäude des Bahnhofs Westerburg und richtet seitdem hier auf drei Etagen das Eisenbahnplakat-Museum ein. Die Ausstellung war vom Mai 2014 an zugänglich, das Museum wurde am 15. Mai 2015 offiziell eröffnet. Ein Inventarverzeichnis der Sammlung befindet sich im Aufbau. Das Museum liegt in direkter Nachbarschaft zum „Erlebnisbahnhof“ der Westerwälder Eisenbahnfreunde.
Der öffentlich gezeigte Teil der Sammlung wird in verschiedenen Themengruppen präsentiert:
Dauerausstellung
- Deutschland mit der Bahn
- Klassiker („Alle reden vom Wetter. Wir nicht.“)
- Interrail
- Skandinavien
- British Rail
- London Transport (London Underground)
- Frankreich
- Andere Länder

Sonderausstellungen
Die bisherigen Themen der Sonderausstellung mit jeweils etwa 20 Plakaten:
- Mai 2016: „Die Bahn hat ihren Preis – aber jeder kann ihn drücken“ (Fahrpreisermäßigungen)
- Dezember 2016: „Nachtzüge und Autoreisezüge“
- Mai 2017: „Mord im Orient-Express“ (Eisenbahn im Film)
- Dezember 2017: Intercity und Trans-Europ-Express (TEE)
- Mai 2018: „Nahverkehr auf der Schiene“
- Dezember 2018: „Bahn und Museum – Eisenbahnmuseen und Museumsbahnen“
- ab Dezember 2018: „Mit dem Zug zum Flug – Schienenverkehr zu Flughäfen“
- Mai 2019: „Mit der Bahn auf hoher See – Fähren für Eisenbahnreisende“
- Dezember 2019: „Mit der Bahn durch Europa“
- Mai 2021: "Güter gehören auf die Bahn
- Dezember 2021 „Fahrpläne und Kursbücher“
- Mai 2022: „50 Jahre Interrail“
- Dezember 2022 „30 Jahre BahnCard“
- Mai 2023 „Bei uns ist Super billiger als Normal“ (Fahrpreisermäßigungen)

Ferner sind im Museum Kursbücher aus 50 Ländern und internationale Fahrpläne (z. B. von Bradshaw und Thomas Cook) zu sehen, dazu eine Sammlung von Fahrkarten und historischen Wertpapieren mit Eisenbahnbezug.